# Anders Larsen (folketingsmedlem)
 For alternative betydninger, se Anders Larsen. (Se også artikler, som begynder med Anders Larsen)
Anders Larsen (29. april 1801 i Gamborg – 9. maj 1868), bonde og folketingsmedlem.
Han fæstede sin fædrenegård i 1825 og blev det følgende år religiøst vakt af præsten Salling i Vonsild.
Han stod i nær forbindelse med Peter Larsen Skræppenborg; men da denne gik over til det grundtvigske parti, udviklede der sig en pennefejde mellem dem. I 1842-48 var han sogneforstander, og i årene 1853-58 repræsenterede han Middelfartkredsen i Folketinget, hvor han sluttede sig til Bondevennerne. 
Han blev i 1828 gift med Maren Johansen fra Sinding Nedergaard ved Silkeborg; hendes bror, Jeppe Johansen, var ligeledes en kendt lægprædikant.